# Lex Aebutia de magistratibus extraordinariis
La Lex Aebutia de magistratibus extraordinariis è una legge romana introdotta nel II secolo a.C. circa, (poiché l'anno esatto rimane incerto). Fu proposta da Sextus Aelius, il quale intendeva vietare al garante della legislazione di istituire un nuovo ufficio pubblico e di ricoprirlo lui stesso. Si proibiva anche ai suoi colleghi di magistratura e ai suoi familiari di ricoprire il nuovo ufficio.
Non è sicuro se questa Lex Aebutia fosse parte della Lex Aebutia de formulis.